# Московский телецентр (МТЦ)

Первый телеканал в истории телевидения СССР, осуществлявший регулярное эфирное вещание. Редакции и студии телеканала располагались в Шаболовском телецентре (АСК-2).
Фактически телеканал не имел названия, а назывался условно, сперва ведущие приветствовали зрителей «Дальновидения» — термин, использовавшегося в то время для обозначения телевидения, позже, после постройки телецентра на Шаболовке, в прессе стали появляться формулировки, такие как «Московский телецентр вышел в эфир» или «Московский телецентр показал фильм» и т.д.. Аналогично и с правопреемником, который только в 1956 году получил название «Первая программа ЦСТ».

## История
В 1930 году Наркомпочтель СССР принял решение о проведении работ, направленных на создание Московского телецентра. Был заключён договор с «Всесоюзным электротехническим институтом» (ВЭИ) на разработку и поставку лабораторного комплекта телепередатчика бегущего («бегающего») луча. 29 апреля и 2 мая 1931 года лаборатория ВЭИ осуществила первые экспериментальные в СССР передачи.
1 октября 1931 года в Советском Союзе началось регулярное механическое вещание из Сокольнической радиостанции имени А. С. Попова на ул. 25 Октября, 7 (ныне ул. Никольская). Фактически телеканал не имел названия, а назывался условно, ведущие приветствовали зрителей «Дальновидения» — термин, использовавшегося в то время для обозначения телевидения. Вещание велось раздельно - изображение передавалось на одних волнах, а звук - на других. Телепередачи проводились 2 раза в неделю по 30-40 минут. Вещание принималось во многих городах, в том числе в Ленинграде, Нижнем Новгороде и даже Томске. Телевизионная аудитория в 1930-е годы, хоть и была небольшой, но всё же стимулировала развитие телевидения; в Москве насчитывалось всего 30 самодельных телевизоров, в 1931 году.
В 1934 году появилось звуковое телевидение (картинка и звук вместе). На Никольской улице был построен новый телевизионный передатчик, подключенный к двум широковещательным радиостанциям.
Строительство телевизионного центра с применением электронных систем (аналоговое вещание), началось в 1936 году. Спустя год, в 1937 году на базе Шаболовской радиостанции был построен телецентр, и то же время проходили экспериментальные телевизионные передачи электронного телевидения, регулярные передачи которого начались в 1939 году. Первой передачей, которую показал «Московский телецентр» (МТЦ), стала хроника открытия XVIII съезда ВКП(б). Впоследствии телеканал упоминался как «Московский телецентр» — это все также условное название, а не фактическое. Телеканал вещал пять раз в неделю, по вечерам.
По телевидению в те годы показывали трансляции общественно-политических мероприятий, кинофильмы, мультфильмы, концерты, телеспектакли.
С началом Великой Отечественной войны Московский телецентр прекратил свою работу. Возобновление вещания состоялось 7 мая 1945 года — тем самым Советский Союз стал первой в Европе страной, которая возобновила телевещание в послевоенное время, а 15 декабря того же года МТЦ первым в Европе начал регулярное вещание.
В 1949 году МТЦ был выведен из Радиокомитета СССР и перешёл в подчинение Министерству связи. За ним остались только технические функции, а производство передач перешло к Московскому отделу телевещания, оставшемуся в составе Радиокомитета СССР. 16 июня 1949 года вещание было переведено в стандарт 625 строк.
22 марта 1951 года на базе Московского телецентра была создана Центральная студия телевидения (ЦСТ), появились первые редакции: литературно-драматического вещания, музыкального, передач для детей и т.д. Все программы шли в прямом эфире, запись и монтаж появились позднее. Расширился формат вещания: помимо общественно-политических передач, фильмов, концертов, театральных постановок появились новые жанры - тележурналы, репортажи, телеочерки.